# Joscelin I. Edeški
Joscelin Courtenayski ali Joscelin I. Edeški je bil knez Galileje in gospodar Turbesela (1115–1131) in grof Edese (1119–1131), ko je bila grofija na višku moči, * ni znano, † 1131, trdnjava Kejsun.

## Življenje
Bil je sin Joscelina I. Coutrenayskega in njegove žene Izabele (ali Elizabete), hčerke Guya I. Montlhéryjskega. V Sveto deželo je prišel po prvem križarskem pohodu leta 1101. Služboval je pri svojem bratrancu Balduinu II. v vojski Godfreya Bouillonskega in zatem v vojski Štefana Bloiškega. Godfrey mu je prepustil vladanje v Turbeselu. 
Leta 1104 je bil v bitki pri Harranu ujet. Po osvoboditvi je do leta 1113 v okolici Turbesela in na plodni ravnini do zahodnega brega Evfrata ustvaril delno avtonomno državo. Na ozemlju vzhodno od Evfrata in v okolici Edese je vladal Balduin II. Njegovo ozemlje je bilo razseljeno in pod stalnim pritiskom Turkov. Leta 1113 ga je Balduin II. odstavil in Joscelin je odšel v Jeruzalem, kjer je dobil naziv knez Galileje. 
Leta 1118 je Balduin II. nasledil Balduina I. na položaju jeruzalemskega kralja. Nekdanji sovražnik Joscelin ga je na volitvah  v celoti podprl in bil za lojalnost nagrajen z grofijo Edeso.
Leta 1122 ga je v okolici Saruča ujel Belek Gazi. Naslednje leto se mu je v ujetništvu pridružil kralj Balduin II. Iz ječe so ju rešili armenski vojaki, preoblečeni v trgovce. Grad so kmalu zatem začeli oblegati Turki. Balduin je ostal v trdnjavi, Joscelin pa je odšel iskat pomoč. Trdnjavo so po njegovem odhodu ponovno zasedli Turki.
Joscelin je po vrnitvi v Edeso razširil ozemlje svoje grofije in se leta 1125 udeležil bitke pri Azazu, v kateri so križarji premagali vojsko mosulskega atabega.
Leta 1131 se je med obleganjem majhnega gradu severovzhodno od Alepa porušil oblegovalni rov pod grajskim obzidjem. Joscelina je zasul pesek. Kmalu zatem je izvedel, da emir Gazi II. Danišmend prodira proti utrjenemu Kajsunu. Ko je Joscelinov sin, kasnejši grof Joscelin II., zavrnil pomoč mestu, se je na pomoč odpravil Joscelin I. s svojo vojsko. Ko je Gazi izvedel za Joscelinov prihod, se je umaknil.
Joscelin je v bližini Kejsuna umrl.

## Družina
Poročen je bil z armensko plemkinjo Beatriko, hčerko kralja Konstantina I. Armenskega. Z njo je imel sina in naslednika
- Joscelina II.[2]

Po Beatrikini smrti leta 1119 se je leta 1122 poročil z Marijo, hčerko Riharda Salernskega in sestro antioškega kneza Rogerija.